# Tomislav Erceg
Tomislav Erceg (n. 22 octombrie 1971, Split, RSF Iugoslavia) este un fost fotbalist croat.
În 1997, Erceg a jucat 4 de meciuri și a marcat 1 goluri pentru echipa națională a Croației.

## Statistici
| Croația | Croația | Croația |
| An      | Meciuri | Goluri  |
| ------- | ------- | ------- |
| 1997    | 4       | 1       |
| Total   | 4       | 1       |